# Station Hazlov
Station Hazlov is een spoorwegstation in de Tsjechische gemeente Hazlov. Het station ligt aan spoorlijn 148, tussen Cheb en Aš. Het station wordt beheerd door de nationale spoorwegonderneming České dráhy in samenwerking met de Staatsorganisatie voor spoorweginfrastructuur (SŽDC).
Cheb ↔ Františkovy Lázně-Aquaforum ↔ Františkovy Lázně ( ↔ aftakking: Tršnice) ↔ Františkovy Lázně-Seníky ↔ Vojtanov obec ↔ Hazlov ↔ Aš ↔ Aš město ↔ Aš předměstí ↔ Štítary ↔ Podhradí ↔ Studánka ↔ Hranice v Čechách